# Von der Lancken
von der Lancken är en gammal pommersk adelsätt som från 1200-talets slut var bosatt på Rügen där den ägde stora gods och innehade både civila och militära tjänster. Därifrån spred sig ätten till Mecklenburg, Holstein, Ost- och Västpreussen. Ätten introducerades 1806 på svenska Riddarhuset för Pommern och Rügen i Greifswald. Ätten som fortlever bland annat i Tyskland och Sydafrika. En gren av släkten har naturaliserats som svensk adel och även vunnit svensk friherrlig värdighet men har utom stamfadern aldrig varit bosatt i Sverige. En annan gren är bosatt i Sverige men har aldrig introducerats på Riddarhuset i Stockholm utan räknas som ointroducerad adel.
Den svenska grenarna stammar från Rickman von der Lancken (död 1644-1647). En avkomling i fjärde led till denne var den svenske kammarherren Christian Friedrich von der Lancken (1737-1784). Dennes ene son Carl Fredrik Bernhard von der Lancken (1778-1837) var officer i svenska armén och uppnådde graden generaladjutant. Han naturaliserades som svensk adelsman 1816 och erhöll samma år friherrlig värdighet med namnet von der Lancken Wakenitz, där hans hustrus släktnamn lagts till det ursprungliga namnet. Deras efterkommande har aldrig bott i Sverige, varför ätten 1926 blev avskriven av Svenska Riddarhuset.
Carl Fredrik Bernhards äldre broder  Carl Ehrenfried von der Lancken (1770-1836) överflyttade 1785 till Sverige. Han hade egendomar i Skåne och Småland och var svensk kammarherre, överstelöjtnant och kommendant i Ystad. Han efterlämnande sonen, överstelöjtnanten Gustaf Ferdinand von der Lancken, vilkens efterlevande idag fortlever i Sverige.
I maj 2016 uppgavs att 36 personer med efternamnet von der Lancken var bosatta i Sverige.

## Personer med efternamnet von der Lancken
- Carl Ehrenfried von der Lancken (1770–1836), överstelöjtnant, kammarherre och tecknare
- Carl Fredrik Bernhard von der Lancken (1778–1837), militär, svensk friherre
- Clara Fredrika von der Lancken (1795–1837), miniatyrmålare
- Ehrenfried von der Lancken (1843–1919), jurist, ämbetsman och politiker
- Ernst von der Lancken (1841–1902), generalmajor
- Ferdinand von der Lancken (1874–1924), överingenjör[2][3][4][5]
- Rickman von der Lancken (1878–1954), militär
- Vicky von der Lancken (född 1942), nöjesproducent och teaterchef, ingift (senare skild)
- Volrad von der Lancken, flera personer
  - Volrad von der Lancken (ingenjör) (1838–1902), väg- och vattenbyggnadsingenjör
  - Volrad von der Lancken (ämbetsman) (1876–1940), landssekreterare